# Список списков рек США

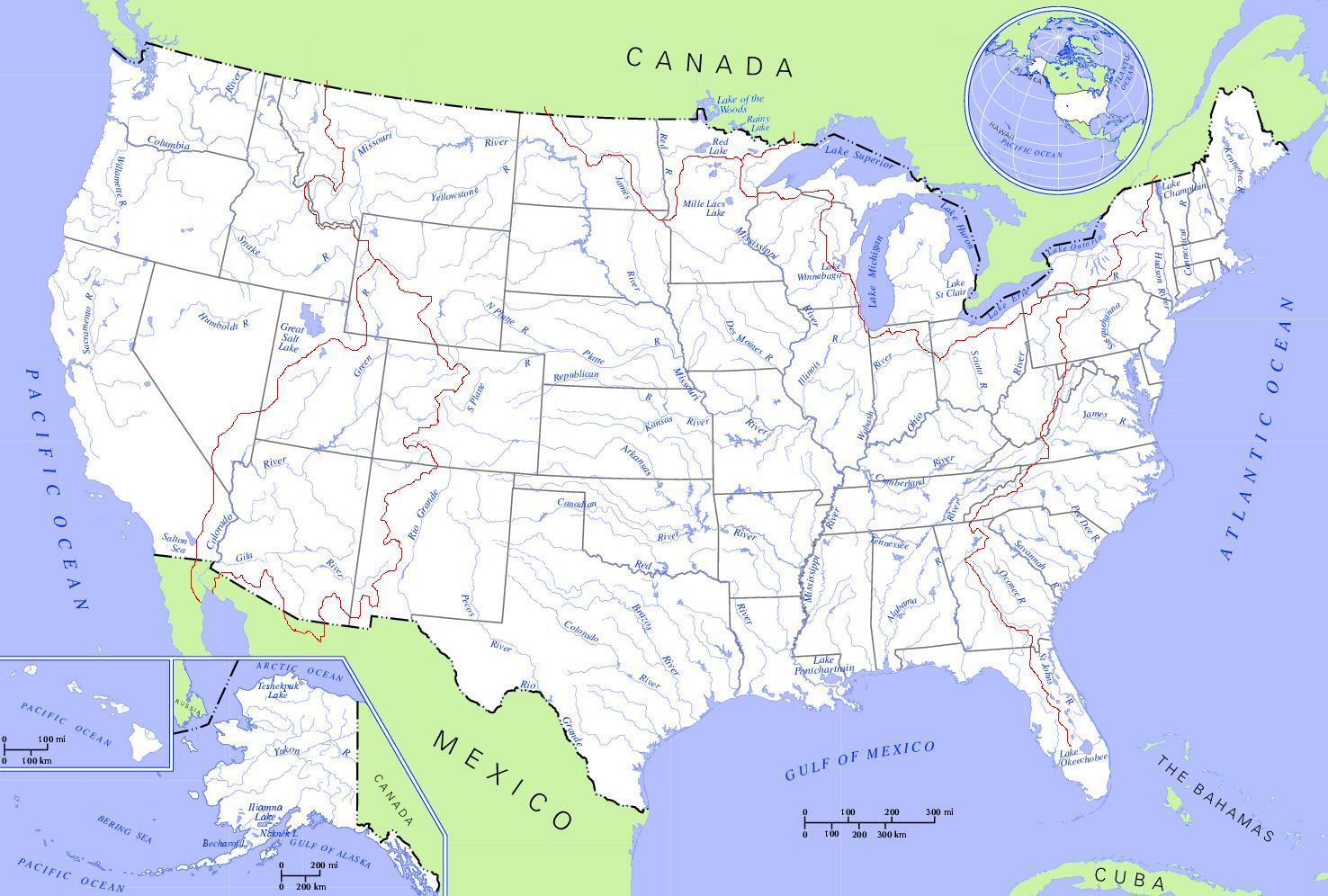
Крупнейшие реки и озёра США

Основная статья — Список рек Америк.
Ниже представлен список списков рек США по первой букве названия и по штатам. Всего в США насчитывается около 250 000 рек общей длиной около 3 500 000 миль (ок. 5 633 000 км). Самая длинная река страны — Миссури (3767 км); самая полноводная и самая глубокая река страны — Миссисипи (средний расход воды 16 792 м³/с, максимальный до 86 791 м³/с); самая длинная река континентальных штатов, не имеющая ни одной плотины, — Йеллоустон (1114 км).

## По алфавиту
A • B • C • D • E • F • G • H • I • J • K • L • M • N • O • P • Q • R • S • T • U • V • W • X, Y, Z

## По штатам
См. также Список самых длинных рек США по штатам и Список речных границ штатов США
Айдахо

Айова

Алабама

Аляска

Аризона

Арканзас

Вайоминг

Вашингтон

Вермонт

Виргиния

Висконсин

Гавайи

Делавэр

Джорджия

Западная Виргиния

Иллинойс

Индиана

Калифорния

Канзас

Кентукки

Колорадо

Коннектикут

Луизиана

Массачусетс

Миннесота

Миссисипи

Миссури

Мичиган

Монтана

Мэн

Мэриленд

Небраска

Невада

Нью-Гэмпшир

Нью-Джерси

Нью-Йорк

Нью-Мексико

Огайо

Оклахома

Орегон

Пенсильвания

Род-Айленд

Северная Дакота

Северная Каролина

Теннесси

Техас

Флорида

Южная Дакота

Южная Каролина

Юта